# 페드로 포로
페드로 안토니오 포로 사우세다(스페인어: Pedro Antonio Porro Sauceda, 1999년 9월 13일 ~ )는 스페인의 축구 선수이며, 토트넘 홋스퍼와 스페인 국가대표팀에서 라이트백 또는 윙어로 뛰고 있다. 그는 패스 능력, 비전, 태클 능력으로 유명하다.

## 구단 경력

### 토트넘 홋스퍼
이적 마감일인 2023년 1월 31일, 프리미어리그 클럽 토트넘 홋스퍼는 스포르팅으로부터 500만 유로의 임대료와 함께 여름에 4천만 유로에 인수할 의무가 있는 포로를 임대 계약한다고 발표했다. 그 대가로 스포르팅은 마커스 에드워즈의 경제적 권리의 15%도 받았다.
포로는 2월 11일, 레스터 시티와의 경기에서 4-1로 패한 경기를 시작으로 토트넘 데뷔 전을 치렀다. 그의 활약에 팀 셔우드 전 토트넘 감독은 포로를 "믿을 수 없을 정도로 나쁘다"고 비판했다. 하지만 2023년 3월 18일, 사우샘프턴과의 원정 경기에서 팀 셔우드 감독의 첫 골을 넣으며 팀의 전력에서 전력으로 전환했고, 리그 최고의 오른쪽 측면 수비수 중 한 명으로 자리매김했다.
2024년 1월 5일, 포로는 번리와의 FA컵 3라운드에서 1-0으로 승리하는 유일한 골을 넣었다.

## 수상

#### 스포르팅 CP
- 프리메이라리가 : 2020-21
- 타사 다 리가 : 2020–21, 2021–22

### 개인
- 프리메이라리가 시즌의 팀 : 2020–21, 2021–22
- 프리메이라리가 이 달의 수비수 4회
- 프리메이라리가 이 달의 골 1회